# Antoni Borrell i Soler
Antoni Borrell i Soler (Barcelona, 1864 — Barcelona, 1956) fou un advocat i jurista català, pare del també jurista Antoni Borrell i Macià.
Es llicencià en Dret a la Universitat de Barcelona, però en comptes d'exercir com a advocat es dedicà a l'estudi teòric del dret. Començà amb el dret penal, però finalment s'especialitzà en dret civil català, matèria en què ha estat reconegut com a gran autoritat. El 1903 fou premiat per l'Acadèmia de Jurisprudència i Legislació de Catalunya, de què en fou elegit president els anys 1907, 1925, 1930 i 1955. El 1904 fou catedràtic de dret català a l'Institut d'Estudis Catalans.
En la dècada del 1920 li arribà el reconeixement quan el 1923 va obtenir el Premi Duran i Bas de l'Institut d'Estudis Catalans per la seva gran obra Dret civil vigent a Catalunya, la primera d'aquesta temàtica seguint una sistemàtica moderna i que serà considerada com a referent principal en dret civil català fins a la promulgació el 1960 de la Compilació del dret civil especial de Catalunya.
De 1925 a 1929 s'encarregà de la que serà considerada la seva gran obra, la Miscel·lània jurídica publicada a la Revista Jurídica de Catalunya. Fou membre de la Comissió Jurídica Assessora de la Generalitat (1932), de la Comissió de l'Apèndix i el 1934 fou nomenat magistrat del Tribunal de Cassació. Després de la guerra civil espanyola continuà publicant obres sobre dret civil, bé que en castellà i el 1955 fou novament president de l'Acadèmia de Jurisprudència.
Té un carrer dedicat a la ciutat de Barcelona, al barri de Pedralbes.
Altres càrrecs i reconeixements:
1891: Acadèmic resident de l'Acadèmia de Jurisprudència i Legislació de Barcelona.
1895: Secretari primer de l'Acadèmia de Jurisprudència.
1896: President de la comissió del setmanari .
1897 : Delegat per Barcelona a l'Assemblea de La Unió Catalanista.
1898: Vocal activo del Círculo Científico y Literario de la Universidad de Barcelona. Inscrit en el Llibre d'Honor de la Universitat Literària de Barcelona.
1900 - 1905: Vocal del Real Canal de la Infanta.
1901: Censor de l'Acadèmia de Jurisprudència i Legislació de Barcelona.
1903: Membre de la Comissió per a la creació de la Càtedra de Dret Civil català i d'Història i Literatura catalanes.
1903: L'Ajuntament de Barcelona el nomena Vocal de la Secció de Caritat.
1904: Admès al col·legi d'advocats de Sant Feliu.
1905: La Diputació de Barcelona el designà Vocal de la Comissió Especial encarregada de redactar el projecte de llei que contingui les institucions forals de Catalunya.
1906: Vocal de la Junta Municipal de la Caridad.
1907: Representà l'Acadèmia de Jurisprudència en la reunió de la Solidaritat Catalana.
1907: L'Assemblea de Societats Barcelonines el designà per formar part de la Junta Directiva de la Lliga per a la Defensa de Barcelona.
1905 - 1912: President del Real Canal de la Infanta.
1915: Diputat primer del Col·legi de Sant Feliu.
1922: Formà part del Consell Plenari de la Unió Jurídica Catalana.
1932: El Govern de la Generalitat el nomenà membre de la Comissió Jurídica assessora.
1935: Medalla d'Acadèmic de Mèrit de l'Acadèmia de Jurisprudència i Legislació de Catalunya.
1951:Vocal de la Causa Pia de Darder.
Obres, discursos i articles jurídics publicats:
Llibres:
-El Còdi civil a Catalunya: Estudi crític de les sentències del Tribunal Suprem de Justícia i de les Resolucions de la Direcció general de registres (1904).
-Dret civil vigent a Catalunya (1923). 8 Volums.
-Derecho civil vigente en Cataluña (1944).
-Nulidad de los actos jurídicos según el Código civil español (1947)
-El dominio según el Código civil español (1948).
-El contrato de compraventa según el Código civil español.(1952).
-Cumplimiento, incumplimiento y extinción de las obligaciones contractuales civiles (1954).
-Derecho civil español (1954). 5 Volums.
Discursos i conferències:
-El dret civil considerat com a element d'educació del poble (1907).
-Les pràctiques jurídiques catalanes. Butlletí del Centre Excursionista de Catalunya (1911)
-Formes testamentàries. Estudis de Dret Català. Acadèmia de Jurisprudència i Legislació de Barcelona (1918).
-L'enriquiment indegut dins l'ordre del Dret civil (1926).
-Bellesa del Dret (1930).
-Protección de la viuda en los regímenes civiles españoles. Colegio Notarial de Barcelona (1945).
-La Academia de Jurisprudencia y Legislación de Barcelona y algunos de sus presidentes. Revista Jurídica de Cataluña (1955).
Articles publicats a la Revista Jurídica de Catalunya:
-El delito de infanticidio (1894).
-Donaciones inoficiosas y perjudiciales a los acreedores (1897).
-Crisi del Dret civil (1905).
-Els censos i la reforma de Barcelona (1908).
-Patrimoni familiar (1925).
-Cal tenir en compte la diferència de nivell de les finques per calcular la distància de la propietat veïna a què s'han de plantar els arbres? (1925).
-Una obra de Dret civil del Dr. Planas i Casals (1926).
-Litis expensae (1926).
-Una resolució de la Direcció general de registres de 30 de maig de 1925 referents a béns reservables (1926).
-Escola Jurídica Catalana (1926).
-Retracte de colindants (1927).
-Dret d'aliments (1927).
-Autocontractació (1928).
-Renúncia unilateral de dret real sobre finca alienada (1928).
-Reformes de la successió intestada. - Un problema relatiu a la substitució pupil·lar (1928).
-Última jurisprudència del tribunal Suprem relativa a la Constitució "A foragitar fraus" (1929).
-Dret sobre els records de família (1929).
-Dels fills posats en condició (1935).
-Algunos problemas sobre el beneficio de inventario (1955).
Articles publicats a la Revista Jurídica de Catalunya, secció «Miscel·lània jurídica»:
-1925 (nov.- des.) - Testament mancomunat. - Clàusula de confiança.- Successió dels impúbers a Catalunya. - Liquidació de l'associació a compres i millores. - Força major que no es pot preveure.
-1926 (maig - jun.) - A propòsit d'un article de Josep Hamel sobre l'affectio societatis. Essència del contracte de societat.
-1926 (set. - oct) - Consideracions sobre l'ús de fruit d'una indústria a propòsit d'una sentència de 5 gener 1925. - El R.D. llei de 25 de juny de 1926 sobre redempció de foros. - Un fulletó sobre la Constitució de 1812.
-1926 (nov. - des.) - Una resolució interessant de la Direcció general de Registres relativa a la hipoteca en garantia de crèdits condicionals. - Un article de R. Demogue sobre accions concedides a tercer.
-1927 (maig - jun.) - Si la dona divorciada per adulteri té dret a demanar aliments al marit innocent. - Si en la segona instància del judici d'aliments provisionals es pot al·legar per primera volta la pèrdua del dret a aliments, per adulteri. - Si els efectes del divorci, segons el Codi civil són exclusius del (divorci) perpetu.
-1927 (gen. - feb.) - Algunes consideracions sobre la culpa aquiliana.
-1927 (mar. - abr.) - És necessari el consentiment d'un malalt o ferit per subjectar-lo a determinat tractament terapèutic o intervenció quirúrgica? - Com es fa un tracte?
-1927 (set. - oct.) - Fonaments del costum jurídic segons alguns autors catalans contemporanis.
-1927 (nov. - des.) - Als efectes de la rescissió per lesió ultra dimidium, en cas de venda precedida de promesa unilateral, s'ha d'atendre el valor de la cosa al temps de la promesa o al de la venda definitiva?
-1927 (jul. - ag.) - El dret a Bèlgica. - Decadència de les escoles exegètica i històrica. - L'Escola Històrica a Catalunya. - Escola Jurídica catalana. - Impugnadors de l'Escola Històrica a Catalunya.
-1928 (set. - oct.) - Efectes civils del codi penal de 8 set. 1928.
-1928 (nov. - des.) - Consideracions sobre arrendament de finques urbanes.
-1929 - "Nuevos estudios jurídicos", per Josep Poal i Jofresa. - Distinció essencial entre l'arrendament de serveis i mandat.
Altres articles:
-Dret civil català. Revista dels Estudis. Universitaris catalans (1907).
-S'ha de pagar lluïsme per les alienacions forçoses per causa d'utilitat pública? Revista dels Estudis Universitaris Catalans (1908).
-Don Juan Martí Miralles (necrología). Revista General de Legislación y Jurisprudencia. Madrid (1949).